# ワンカップP
ワンカップP（ワンカップピー）は日本の音楽家・イラストレーター。「わんかっぷP」あるいは「わP」とも呼ばれる。
なお、名前の最後についている「P」の文字は敬称であるとも言える（後述の#影響を参照）が、ワンカップPは「P」を除いて呼ばれることはないため、本稿では名前の一部として扱う。

## 概要
動画投稿サイトニコニコ動画を中心に作品を発表している。本業は愛知県在住の会社員。2007年8月、ニコニコ動画で歌声合成ソフトMEIKOを使用した動画を見たことをきっかけにニコニコ動画への投稿を開始。MEIKO購入の半月後にはMEIKOの次世代の音声合成エンジンを使用したソフト初音ミクの発売を迎えるが、予約した初音ミクが発売当初の品薄のため発売日を過ぎても届かず、ゲーム音楽のメロディーに初音ミクが届かないことを題材にした歌詞を乗せた歌をMEIKOで作成、ニコニコ動画へ投稿し、これをきっかけに人気となる。初音ミク入手後はオリジナル曲も発表。動画に使用している筆ペンを用いたイラストにも定評がある。投稿した動画を見た編集者やプロデューサーから声がかかるようになり、音楽やイラストなどの仕事も手がけているが、2008年7月のITmediaのインタビューでは音楽や絵を本業にしていくつもりはないとしている。2011年12月には名古屋市の大須で初の原画展を行なった。
なお、MEIKOや初音ミクといったVOCALOIDの人気はキャラクターとしての人気という要素も強いが、ワンカップPは自身にとってVOCALOIDは「楽器」であるとしている。

## 商業作品

### CD
- 『名鉄パノラマカー・メモリアルアルバム・メモリアルアルバム　〜ありがとさよなら〜』（sweeprecord、2009年1月4日発売）
  - 唄：織姫よぞら／作詞・作曲：わんかっぷP／編曲：細江慎治。2008年に営業運転を終えた名古屋鉄道パノラマカー（7000系）のメモリアルアルバム。ニコニコ動画で公開されたオリジナルのメイコ（MEIKO）バージョンも収録。
- 『EXIT TUNES PRESENTS Vocarhythm feat.初音ミク』（EXIT TUNES、2009年3月4日発売）
  - 初音ミクを用いた楽曲を収録したコンピレーション・アルバム。初音ミクによる「子猫のパヤパヤ」を提供。
- 『EXIT TUNES PRESENTS STARDOM 2』（EXIT TUNES、2009年8月19日発売）
  - 動画サイトで人気の楽曲を収録したコンピレーション・アルバム。柳麻美による「子猫のパヤパヤ」を収録。
- 『初音ミク -Project DIVA Arcade- Original Song Collection』（MOER、2010年7月7日発売）
  - セガのアーケードゲーム『初音ミク -Project DIVA Arcade-』に使用されている楽曲を集めたコンピレーション・アルバム。「ペリコ・スペースシッパー」を収録。
- 『ぼーかろいど みんなのうた　おうた：はつねみく』（MOER、2010年12月22日発売）
  - VOCALOIDを用いた楽曲を収録したコンセプトアルバム。初音ミクによる「子猫のパヤパヤ」を提供。

### 書籍
- 世界一へんな地図帳（白夜書房、2008年3月15日発売、ISBN 978-4861913808）
  - イラストを担当。
- 日本一へんな地図帳（白夜書房、2008年9月13日発売、ISBN 978-4861914591）
  - イラストを担当。
- 絵本「こねこのパヤパヤ」（ローヤル企画、2008年9月17日発売、ISBN 978-4904459003）
  - ワンカップP作詞作曲の「子猫のパヤパヤ」をモチーフにした ゆき による絵本。初音ミクを用いてニコニコ動画で公開されていた同曲にゆきがPVをつけて公開したことがきっかけで商品化された。付属CDには柳麻美・新田まこの歌う「子猫のパヤパヤ」のオリジナル版と、新田まこの歌うピアノ版を収録。
- ワンカップPファンブック「子猫のパヤパヤ」（同上、ISBN 978-4904459010）
  - 絵本「こねこのパヤパヤ」と同時発売のファンブック。付属CDには柳麻美・新田まこの歌う「子猫のパヤパヤ」のオリジナル版、柳麻美の歌うbug-ageによるゲーム風アレンジ、OSTER projectによるピアノアレンジを収録。イラストも担当。

### その他
- MEIKOの日本酒（柏露酒造、2013年3月12日発売）
  - 2013年に行われたファミリーマートと初音ミクのコラボキャンペーンで、コラボ商品の一つとして限定販売された、ワンカップPのイラストによるMEIKOをラベルにしたカップ酒[4]。好評のため数日で完売し、同年5月にワンカップP監修のお猪口付6本セットで再発売されている[5]。

## 影響
ワンカップPが初音ミク発売直後に、品薄のため届かないことを題材として発表した一連の動画は、VOCALOIDのブーム全体に大きな影響を与えた。
- ワンカップPの名前は、「初音ミクが届いた気がしましたが」に視聴者がつけた「ワンカップPの次回作に期待」というコメントが由来となっている。名前の最後についている「P」の文字はプロデューサーの略で、元々はアイドル育成ゲームTHE IDOLM@STERのプレイヤーネームに由来するとされ[6]、ニコニコ動画にTHE IDOLM@STERを使用したMAD動画やVOCALOID関連の動画を投稿する作者につけられる敬称、あるいは称号として使用されているものである。VOCALOID関連動画の投稿者で「P」と名付けられたのはワンカップPが最初だとされ、そこからVOCALOID関連の制作者をPと呼ぶ慣習が広まったと言われる。
- 動画「初音ミクが来ないのでまだスネています」でMEIKOで歌わせた「ワンカップを一気飲み　明日は届くといいな」という歌詞をきっかけに、MEIKOが酒好きというイメージが広まり、MEIKOのフィギュアにも一升瓶、ワンカップ、グラスなどの小物を付属させるといった形で取り入れられている[7][8]。
- これらの動画は、初音ミクの知名度を上げるとともに、品薄による飢餓感を煽り、初音ミクの人気拡大の要因の一つとなったとされる[9]。なお、「初音ミクが来ないのでスネています」に対していち早くアンサーソング「初音ミクが来たのでスネていません」を発表して反応したのが、同様に初音ミク人気拡大のきっかけとして挙げられる動画「VOCALOID2 初音ミクに「Ievan Polkka」を歌わせてみた」を発表したOtomaniaである。